# Badimia pallidula
Badimia pallidula är en lavart som först beskrevs av August von Krempelhuber och fick sitt nu gällande namn av Antonín Vězda 1986. 
Badimia pallidula ingår i släktet Badimia och familjen Ectolechiaceae. Inga underarter finns listade i Catalogue of Life.